# Kleine geelrand
De kleine geelrand (Laccophilus hyalinus) is een keversoort uit de familie waterroofkevers (Dytiscidae). 

## Naamgeving
De wetenschappelijke naam van de soort is voor het eerst geldig gepubliceerd in 1774 door De Geer. De wetenschappelijke geslachtsnaam Laccophilus betekent vrij vertaald 'liefhebber van meren'; Lac(c)o = meer of vijver en philus = houden van. De soortaanduiding hyalinus is afgeleid van het Oud-Griekse ὑᾰ́λῐνος en betekent vrij vertaald 'glasachtig'.

## Uiterlijke kenmerken
De kleine geelrand bereikt een lichaamslengte van 4,6 tot 5,1 millimeter en heeft een ovale lichaamsvorm. De kop, het halsschild en de poten zijn lichtbruin van kleur, de uiteinden van de antennes en de palpen zijn donkerder. De dekschilden zijn lichtbruin met donkere strepen. Aan de poten zijn stridulatieorganen aanwezig die echter lastig te zien zijn.

## Levenswijze
De volwassen kevers overwinteren en komen in de lente tevoorschijn om zich voort te planten. De kevers zijn goede vliegers en komen op licht af. 

## Verspreiding en habitat
De kever komt voor in een groot deel van het Palearctisch gebied met uitzondering van het noordelijke deel. Ook in noordelijk Afrika en het Midden-Oosten komt de soort voor.  In Nederland is de kever niet algemeen. De habitat bestaat uit langzaam stromende rivieren en stroompjes met weinig onderwatervegetatie. Soms wordt de kever gevonden in stilstaande wateren zoals meren.